# Ngôn ngữ tại Đế quốc La Mã

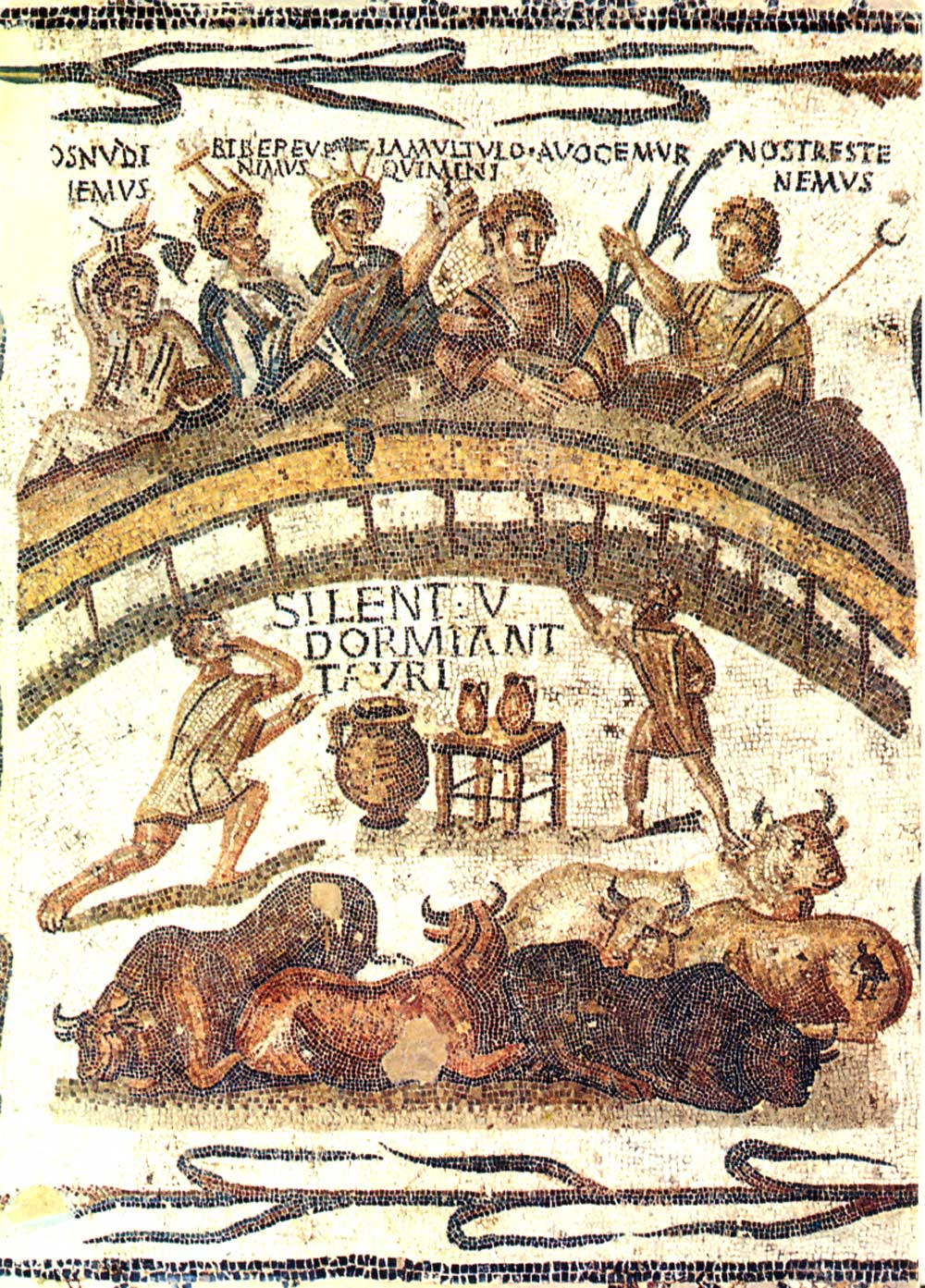
Tranh khảm (220–250) được tìm thấy tại El Djem, Tunisia (Phi Lợi Gia thuộc La Mã). Trên đây viết dòng chữ Latinh "Im đi! Để lũ trâu ngủ" (Silentiu[m] dormiant tauri) và những câu đùa vui của 5 vị thực khách (nhiều khả năng là các võ sĩ giác đấu), được biểu thị gần giống bong bóng thoại trong truyện tranh:
- "Chúng ta sắp khỏa thân" ([N]os nudi [f]iemus)
- "Chúng ta đến đây để uống" (Bibere venimus)
- "Tất cả các người nói chuyện nhiều quá" (Ia[m] multu[m] loquimini)
- "Chúng ta chắc sẽ bị gọi đi" (Avocemur)
- "Chúng ta đang có ba [cái cốc]." (Nos tres tenemus)
Cảnh yến tiệc này có lẽ ẩn dụ một ý nghĩa giống trong thành ngữ "Let sleeping dogs lie" và "Eat, drink, and be merry, for tomorrow we may die" của tiếng Anh

Tiếng Latinh là ngôn ngữ chính thức của Đế quốc La Mã, song cũng có nhiều ngôn ngữ quan trọng tồn tại bên cạnh tiếng Latinh, chẳng hạn tiếng Hy Lạp. Tiếng Latinh là ngôn ngữ mẹ đẻ của người La Mã, được sử dụng phổ biến trong các lĩnh vực hành chính, pháp luật, và quân sự, suốt thời kỳ cổ điển. Tiếng Latinh là lingua franca của nửa phần phía Tây và được sử dụng ở cấp địa phương tại các thành phố bao gồm cả các tòa án. Bởi lẽ tất cả các nam cư dân tự do của Đế quốc được ban quyền công dân đầy đủ vào năm 212, phần đông công dân La Mã không biết nói tiếng Latinh, dù vậy họ bắt buộc phải biết chút ít thứ tiếng này, do tiếng Latinh vẫn là thước đo của "sự La Mã".

## Tiếng Latinh

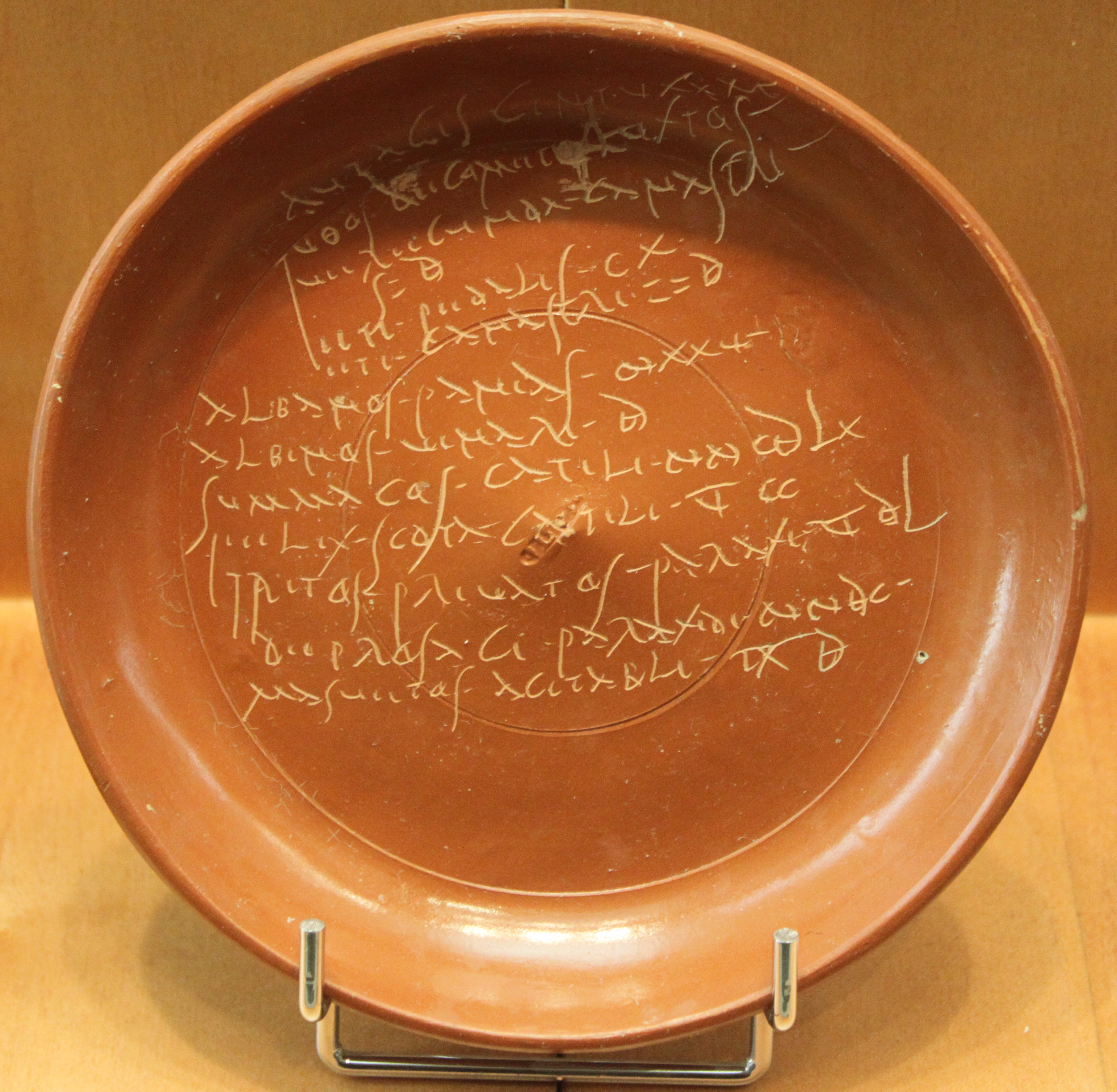
Chữ hoa Latinh trên một terra sigillata được tìm thấy ở La Graufesenque, địa điểm xưa kia thuộc xứ Gallia La Mã

Tiếng Latinh là ngôn ngữ của người La Mã từ thuở xa xưa. Nhà thơ Virgil, sống dưới thời trị vì của hoàng đế La Mã đầu tiên Augustus, nhấn mạnh rằng tiếng Latinh là biểu tượng của sự đoàn kết và tinh thần truyền thống của người La Mã. Trong bài thơ Aeneis về sự sáng lập thành Rôma, Virgil kể rằng vị thần tối cao Jupiter đã bắt bầy lưu dân Troia tới định cư ở Italia phải nói tiếng Latini để có được sự thống nhất: "Các con trai của Ausonia sẽ giữ tiếng nói và phong tục của cha chúng ... và ta sẽ biến tất cả chúng thành Latinh nói chung một miệng". Các hoàng đế của triều đại Julio-Claudian, tự xưng là hậu duệ của vị anh hùng Aeneas trong thơ Virgil, khuyến khích tiêu chuẩn cao khi sử dụng tiếng Latinh, một phong trào ngôn ngữ mà về sau được các nhà sử học gọi là tiếng Latinh cổ điển, đồng thời cũng ưa chuộng việc sử dụng tiếng Latinh khi trao đổi làm ăn chính thức.
Tiếng Latinh trở thành ngôn ngữ của các vùng đất bị chinh phục bởi vì người dân địa phương tự túc nói tiếng Latinh, chứ không phải do người Latinh thay thế nhân khẩu địa phương. Chính quyền La Mã không thực hiện chính sách áp đặt ngôn ngữ đối với các dân tộc bị trị. Thánh Augustinô nhận xét rằng người La Mã muốn tiếng Latinh của họ phải được tiếp nhận per pacem societatis, tức là thông qua khế ước xã hội. Chính sách ngôn ngữ này đối lập với của Alexandros Đại đế, người đã từng muốn tiếng Hy Lạp phải được phổ cập đến mọi nơi trên lãnh thổ mà ông cai trị. Biết tiếng Latinh không bắt buộc đối với việc được ban quyền công dân La Mã, và không một cơ sở giáo dục nào coi trọng tiếng Latinh hơn các thứ tiếng khác.

## Tiếng Hy Lạp

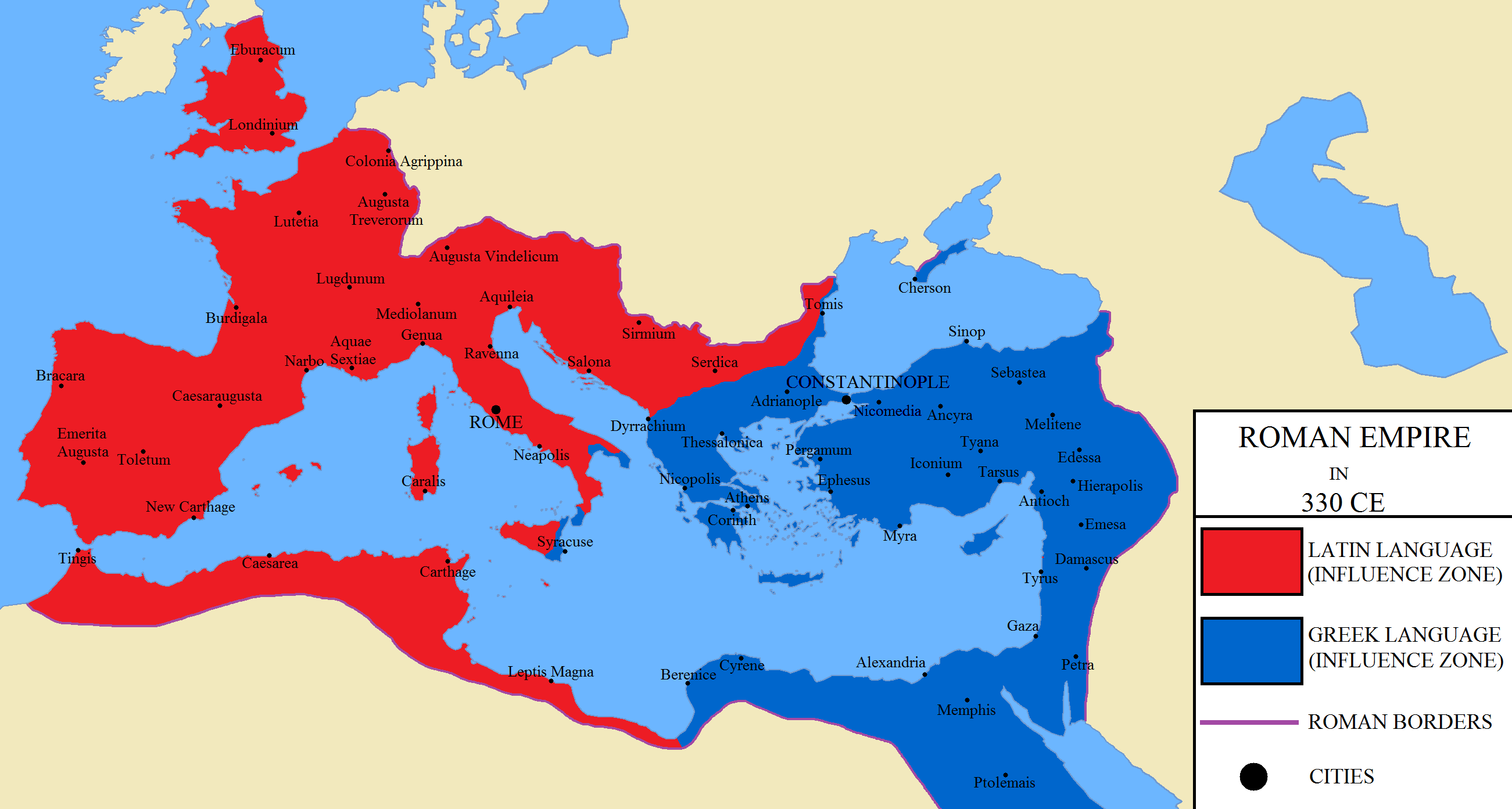
Sự phân chia ngôn ngữ nội bộ lãnh thổ Đế quốc La Mã: tiếng Latinh phổ biến ở phương Tây, tiếng Hy Lạp phổ biến ở phương Đông.

Tiếng Hy Lạp Koine là lingua franca của khu vực phía đông Địa Trung Hải và Tiểu Á sau các cuộc chinh phục của Alexandros Đại đế. Văn nhân Lucian tưởng tượng rằng tiếng Hy Lạp là thứ tiếng người ta nói dưới địa ngục. Thời cổ đại Hy-La muộn, phần lớn dân số nói tiếng Hy Lạp tập trung tại Bán đảo Hy Lạp và các đảo lân cận, các thành phố lớn ở phương Đông, và hầu hết Tiểu Á. Đế quốc Đông La Mã kế tục nói tiếng Hy Lạp trung cổ, sau này khai sinh tiếng Hy Lạp hiện đại.

## Ngôn ngữ khu vực

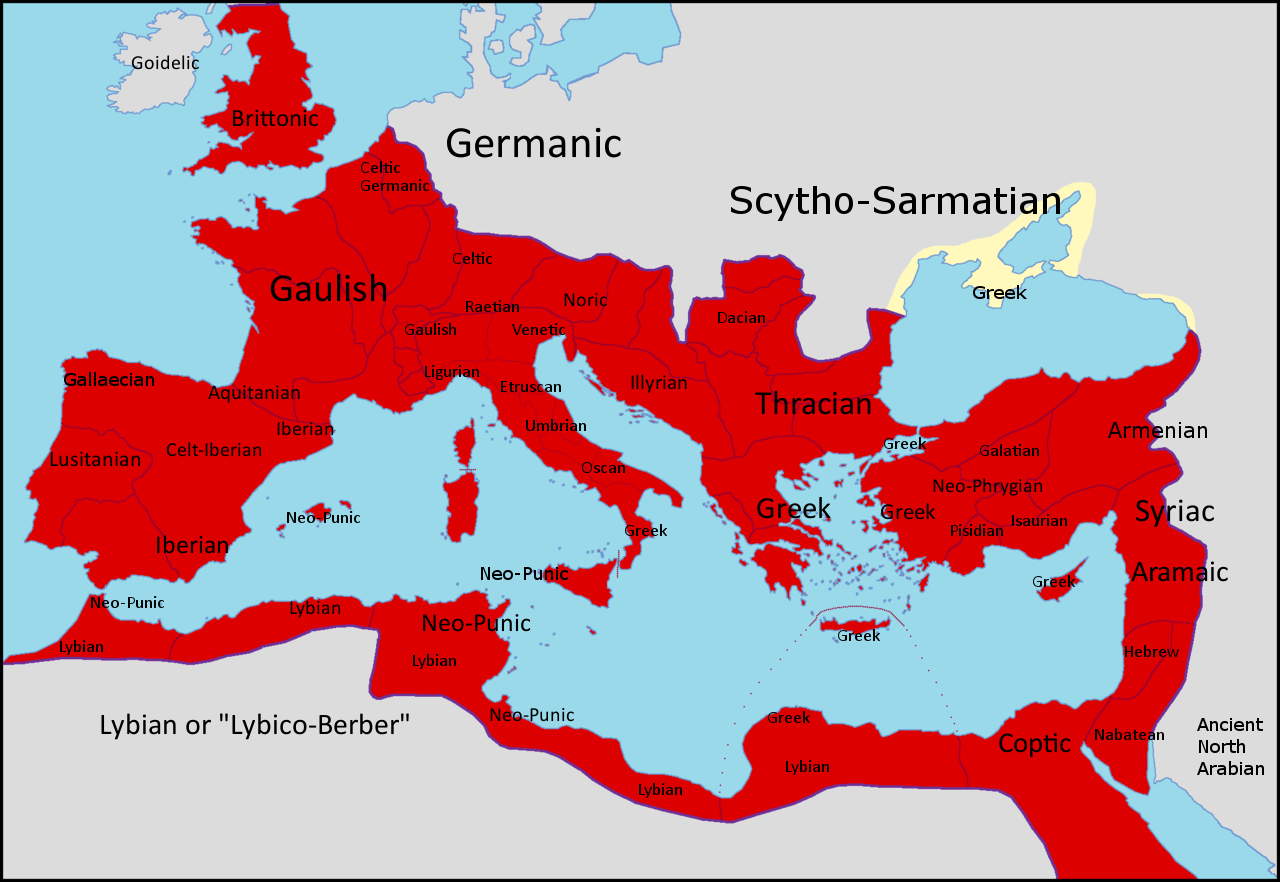
Bản đồ các ngôn ngữ khu vực của Đế quốc La Mã, c. 150 CN

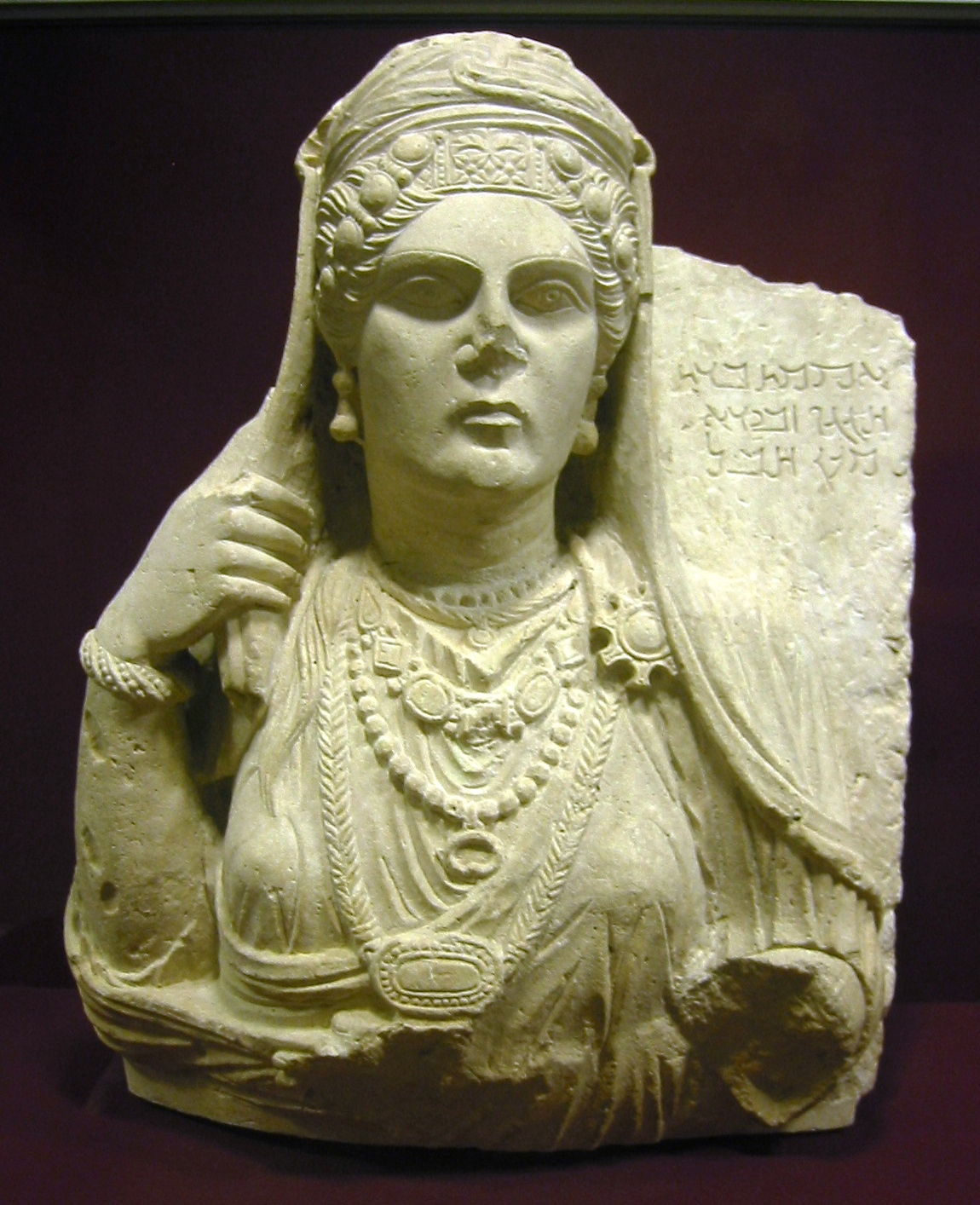
Tượng bán thân táng lễ (thế kỷ thứ 2) của Aqmat, một phụ nữ Syria, với dòng chữ khắc bằng phương ngữ Palmyra của tiếng Aram

### Sách

#### Chuyên khảo
- Adams, J.N. Bilingualism and the Latin Language. Cambridge University Press, 2003.
- Anderson, Graham The Second Sophistic: A Cultural Phenomenon in the Roman Empire. Routledge, 1993.
- Ando, Clifford. Imperial Ideology and Provincial Loyalty in the Roman Empire. University of California Press, 2000.
- Clackson, James; Horrocks, Geoffrey. The Blackwell History of the Latin Language. Blackwell, 2007, 2011.
- Goodman, Martin Welsh. Mission and Conversion: Proselytizing in the Religious History of the Roman Empire.  Oxford University Press, 1994.
- Herman, József. Vulgar Latin. Translated by Roger Wright, based on the original 1975 publication in French. Pennsylvania State University Press, 2000.
- Millar, Fergus. A Greek Roman Empire: Power and Belief under Theodosius II (408–450). University of California Press, 2006.
- Mullen, Alex. Southern Gaul and the Mediterranean: Multilingualism and Multiple Identities in the Iron Age and Roman Periods. Cambridge University Press, 2013.
- Treadgold, Warren. A History of the Byzantine State and Society. Stanford University Press, 1997.

#### Nhiều tác giả
- Apologetics in the Roman Empire: Pagans, Jews, and Christians. Edited by Mark Edwards, Martin Goodman, and Simon Price, with Christopher Rowland. Oxford University Press, 1999.
- A Companion to the Latin Language. Edited by James Clackson. Blackwell, 2011.
- Multilingualism in the Graeco-Roman Worlds. Edited by Alex Mullen. Cambridge University Press, 2012.
- The Oxford Handbook of the Literatures of the Roman Empire. Edited by Daniel L. Selden and Phiroze Vasunia.  Oxford University Press (most of the chapters are available online here).

### Bài viết
- Adams, J.N. "Romanitas and the Latin Language." Classical Quarterly 53.1 (2003) 184–205. JSTOR 3556490
- MacMullen, Ramsey. "Provincial Languages in the Roman Empire." American Journal of Philology 87.1 (1966) 1–17. JSTOR 292973
- Millar, Fergus. "Local Cultures in the Roman Empire: Libyan, Punic and Latin in Roman Africa." Journal of Roman Studies 58 (1968) 126–134. JSTOR 299702
- Moatti, Claudia. "Translation, Migration, and Communication in the Roman Empire: Three Aspects of Movement in History." Classical Antiquity 25.1 (2006) 109–140. JSTOR 10.1525/ca.2006.25.1.109
- Rance, Philip. "The De Militari Scientia or Müller Fragment as a Philological Resource. Latin in the East Roman Army and Two New Loanwords in Greek: palmarium and *recala." Glotta 86 (2010) 63–92. JSTOR 41219881